# Emilie Chamie
Emilie Chamie (Beirute, 1927, São Paulo, 28 de setembro de 2000) foi uma designer gráfica, artista gráfica, professora e escritora brasileira. Relevante para o design a partir dos anos 50, Emilie Chamie se estabilizou como uma das pioneiras na área de comunicação visual brasileira.

## Biografia
Nascida em Beirute no Libano(1927), Emilie Chamie se mudou para São Paulo em 1944 onde se tornou uma das pioneiras na década de 1950 como designer gráfico, considerado a primeira mulher a revolucionar a arte visual no país. Estudou comunicação visual no Instituto de Arte Contemporânea do Museu de Arte de São Paulo, Assis Chateaubriand. Onde foi aluna de designers relevantes da época como Lina Bo Bardi, Pietro Maria Bardi, Roger Bastide, Flávio Motta e Leopold Haar. O curso ficou conhecido como um dos primeiros ensinos de design no Brasil, um dos aspectos que definiu Emilie Chamie como uma das pioneiras em design gráfico de seu tempo.
Em 1961 se casou com o poeta e crítico Mário Chamie, com o qual teve uma filha, a cineasta Lina Chamie.Dois anos depois se integrou no escritório de design Forminform fundado por Geraldo de Barros e Rubens Martins com quem Emilie trabalhou mais diretamente.
Emilie Chamie também participou de diversos eventos internacionais e nacionais da área de design como na Semana de Arte Mundial da Vanguarda, na galeria Riquelme em Paris na década de 1965. Em 1966 em mostra dos Estados Unidos e exposição de Madri, entre outros. Chamie também tem seu trabalho apresentado em Bruxelas na Bélgica por Pietro Maria Bardi em 1973 e no ano seguinte faz sua primeira exposição individual no MASP em São Paulo, Vinte Anos de Trabalhos Gráficos e Fotográficos, a qual ganha o prêmio de de melhor exposição da Associação Paulista de Críticos de Arte(APCA). A designer também ganhou o prêmio em outras categorias em anos posteriores.

## Seu trabalho
Emilie Chamie era especializada no design gráfico, o qual era frequentemente utilizado em seus diferentes projetos. Devido a suas origens libanesas, Chamie dava importância a letra e se afastava do purismo geométrico suiço. Para a designer o elemento mínimo é a letra, muitas vezes sendo usado como o principal ou único elemento de suas obras. Emilie também demonstra o caminho entre o elementos mínimo e o resultado final através de duas características, rigor e paixão, mostrado em seu livro com o mesmo nome.
Outro aspecto importante para a designer era a forma, a qual é trabalhada tanto no espaço positivo quanto no negativo, se desdobrando para formar um produto simples e compreensível.
Emilie Chamie também trabalhou a imagem através do uso de fotografias apresentadas em sua primeira exposição no MASP, se utilizando da combinação entre a tipografia em textos e das fotos ali expostas.

## Prêmios e indicações
- Prêmio APCA de melhor exposição (1974)
- Prêmio APCA artista gráfica do ano (1978)
- Prêmio APCA melhor concepção de livro (1982)
- Prêmio APCA melhor concepção de livro (1983)

## Prêmio Emilie Chamie
Em homenagem à marcante artista, a Escola Superior de Propaganda e Marketing criou o Prêmio Emilie Chamie com três categorias distintos: Portfolio Max, Portfólio Impresso e Portfólio Digital, afim de premiar os melhores designers e suas obras.